# Tiny Buddha
Tiny Buddha (« petit bouddha » en anglais) est un site web de bien-être créé par Lori Deschene en 2009. Le slogan du site est « sagesse simple pour vies complexes ». Tiny Buddha propose des articles mis à jour quotidiennement, citations inspirantes,, images, et propose aussi un forum. Tiny Buddha est consulté dans plusieurs pays dans le monde, principalement en Amérique du Nord et est actif sur les médias sociaux tels que Facebook, Google+ et Twitter.

## Histoire
Avant de commencer Tiny Buddha, la fondatrice Lori Deschene,,,, a passé plus d'une décennie aux prises avec la boulimie, la dépression et le dégoût de soi résultant d'un traumatisme de l'enfance et harcèlement,,.
Après un traitement intensif et de multiples hospitalisations, elle a minimisé ses habitudes autodestructrices, mais se sentait encore submergé par la honte. Elle a déménagé tout autour des États-Unis dans une tentative de dépasser sa douleur, mais celle-ci la suivait partout,.
Lori se trouvait à New York vivant seule dans un building pour faibles revenus. Sans amis, sans respect de soi, sans argent, ni perspectives d'emploi, elle était à son plus bas, jusqu'à ce qu'elle trouve cette citation : « La vie est 10% ce qui vous arrive et 90% comment vous réagissez à elle ». Cela a changé son point de vue sur elle-même et ses circonstances, lui permettant de se rendre compte ce qui n'allait pas dans sa vie et ce qu'elle pourrait améliorer à l'avenir . Avec cet état d'esprit bien ancré, elle décide de faire du volontariat dans un studio de yoga locale en échange de cours gratuits. Cela lui a donné un sens et l'a aidée à retrouver le calme mental.
Plusieurs années plus tard, après avoir déménagé en Californie, Lori a réalisé qu'elle voulait réutiliser son ancienne expérience de la douleur pour aider les autres à s'en sortir. Elle a compris le pouvoir de guérison de partager les expériences et connaissances, de façon authentique et vulnérable, et savait qu'un site web avec ce but pourrait aider les lecteurs à se sentir moins seuls avec leurs problèmes et à pouvoir les surmonter
Quand elle a lancé Tiny Buddha en septembre 2009, le site publiait chaque jour un billet de blog et une citation. Depuis, le site s'est étoffé pour inclure un forum de communauté et une collection d'images et des vidéos.

## Livres et applications
En décembre 2009, Conari Press a publié le premier livre de Lori Deschene Tiny Buddha: Simple Wisdom for Life’s Hard Questions, ce qui inclut une collection de tweets de la communauté de Tiny Buddha. Deux ans plus tard, en octobre 2013, Conari publié le deuxième livre de Lori Deschene, Tiny Buddha’s Guide to Loving Yourself, qui comprend 40 histoires de membres de la communauté de Tiny Buddha. En juin 2014, Harper One a acheté les droits pour le troisième livre collaboratif de Tiny Buddha, 365 Tiny Love Challenges by Tiny Buddha, qui est prévue pour une sortie a 14 novembre 2015.
En mai 2014, la première application iPhone Tiny Bouddha, Love (amour) par Tiny Buddha lancé au n° 9 dans le magasin iTunes.
- Tiny Buddha: Simple Wisdom for Life’s Hard Questions (Conari Press, 2009) -  (ISBN 978-157-324-506-7)
- Petit Bouddha pour apprendre à s'aimer : 40 façons de transformer votre critique intérieur et votre vie (Vareness, 2014) -  (ISBN 978-289-752-092-2)
- 365 Tiny Love Challenges by Tiny Buddha (HarperOne Publishing, 2015) -  (ISBN 978-006-238-585-7)

## Articles Liés
- Pleine conscience
- Spiritualité
- Sagesse